# 신피타고라스 학파

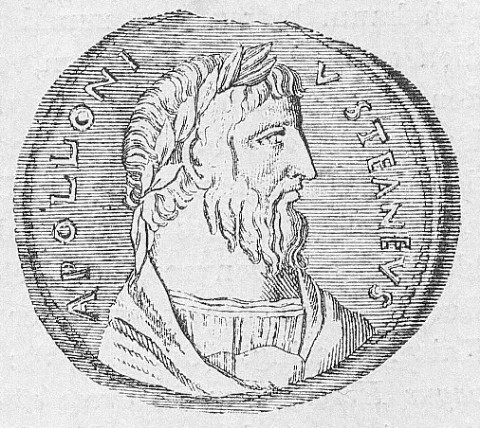
티아나의 아폴로니오스(40?~120?)는 신피타고라스 학파의 가장 대표적인 인물들 중 하나이다

신피타고라스 학파(Neopythagorean school) 또는 신피타고라스주의(Neopythagoreanism)는 피타고라스 학파의 교의를 부흥시킨 그리스-알렉산드리아의 철학 학파로 기원후 1세기와 2세기 동안 가장 융성하였다. "신피타고라스 학파"라는 낱말은 현대에서 만들어진 말이다.

## 역사
기원전 1세기에 키케로의 친구였던 니기디우스 피굴루스(Nigidius Figulus: 기원전 45년에 사망)가 피타고라스 학파의 교의를 되살리려고 시도하였다. 하지만 이 학파의 가장 중요한 인물은 기원후 1세기의 티아나의 아폴로니우스(Apollonius of Tyana)와 가데스의 모데라토스(Moderatus of Gades)였다. 당시에 알렉산드리아에 널리 퍼져 있었던 피타고라스 계통의 문헌들이 기원후 1세기의 저자들이 저술한 문헌들인지, 또는 더 옛날의 피타고라스 학파의 문헌들을 단순히 재생산한 것인지 혹은 이 옛 문헌들의 주해서인지에 대해서는 이론(異論)이 많다.
다른 중요한 신피타고라스 학파의 철학자들로는 수학자이기도 했던 게라사의 니코마코스(Nicomachus of Gerasa)가 있는데 그는 피타고라스주의에 입각하여 수의 신비적 속성에 대해 기술한 《산수의 신학(Theology of Arithmetic)》을 저술하였으나 이 책은 현존하지 않는다. 기원후 2세기에는 아파메아의 누메니오스(Numenius of Apamea)가 플라톤주의의 요소들을 신피타고라스 학파의 교의 속에 융합시키려고 노력하였는데, 그의 이러한 노력은 장차 나타날 신플라톤주의의 발생을 이끄는 선구자의 역할을 하였다.

## 사상
신피타고라스주의자들은 당시의 철학이 메마른 형식주의에 봉착해 있다고 여겼는데, 이러한 관점에 따라, 신피타고라스 학파의 철학은 당시의 형식주의적 철학을 대체하기 위해, 이교의 철학, 즉 비기독교의 철학에 종교적 요소를 도입하려고 한 것이었다. 신피타고라스 학파의 창시자들은 자신들의 철학과 교의의 연원이 피타고라스와 플라톤에게 있다고 함으로써 자신들의 철학과 교의에 전통의 후광을 입혔다. 이것은 근거 없는 주장 또는 행위라기 보다는 충분히 타당성이 있는 주장 또는 행위로 인정되고 있는데, 이러한 이유로 현대의 학자들이 이 일군의 철학자들을 "신피타고라스 학파"라고 칭하게 되었다.
신피타고라스 학파의 창시자들은 플라톤 사상의 후기 시대, 즉 플라톤이 자신의 이데아론을 피타고라스의 수론과 결합시키려고 노력했던 때로 돌아갔다. 그리고 선의 이데아가 하나인 존재(One)와 동일하다고 보았다. 신피타고라스 학파에게 있어서 이 하나인 존재는 무한(Infinite)과 유한(Measured)의 대대(對對)의 근원으로 파악되었으며 또한 이 하나인 존재로부터 나온 개체들 또는 실체들이 점진적으로 그 무한한 특질을 줄여나가 최종적으로 물질 세상의 유한한 사물들이 된다고 파악하였다. (참고: 발출론)
신피타고라스주의자들은 영혼과 육체에 근본적인 차이 또는 구별이 있다는 점을 강조하였다. 그들은 신은 외면적인 행위가 아니라 선하게 될려는 기도와 의지를 갖는 것 등을 통해 영적으로 예배되어야 한다고 보았다. 그리고 금욕하고 자제하는 삶의 습관을 형성함으로써 영혼이 그것의 물질적 그릇, 즉 "진흙으로 만든, 썩어 없어질 옷", 즉 육체로부터 자유로워져야 한다고 주장하였다. 육체의 쾌락과 모든 감관적인 충동들은 영혼의 영적 정화에 해로우므로 포기되어야 한다고 말하였다. 신은 선의 원리이며 물질은 악의 바탕이라고 보았다.
신피타고라스 학파의 이러한 사상 체계에는 피타고라스의 금욕주의와 플라톤 후기의 신비주의뿐만 아니라 오르페우스 신비 가르침(Orphic mysteries)과 동양 철학(특히, 힌두 철학과 불교 철학)의 영향력도 보인다. 신피타고라스 학파에게, 플라톤의 이데아들은 더 이상 자립적인 개체들 또는 실체들이 아니었다. 그들은 이데아들을 영적 활동의 내용을 구성하는 구성 요소로 파악하였으며, 비물질적 우주는 마음(영혼, 사이키)과 영의 영역으로, 물질 우주처럼 실재하는 공간이라는 교의를 가졌다.

## 사상사적 의의
신피타고라스 학파는 이교의 철학, 즉 비기독교 철학의 옛 사상과 새 사상을 연결하는 연결 고리 중 하나이다. 신피타고라스 학파의 철학은 플라톤의 철학과 신플라톤주의의 교의를 연결한다. 특히, 신플라톤주의자인 이암블리코스는 신피타고라스 학파의 영향을 크게 받았다.

## 유적
1915년에 지하에서 바실리카 한 채가 로마의 비아 프라엔네스티나(Via Praenestina) 상에 위치한 포르타 마조레(Porta Maggiore) 근처에서 발견되었는데, 이 바실리카는 기원후 1세기에 신피타고라스 학파의 구성원들이 모임을 가졌던 곳으로 판명되었다. 이 바실리카의 평면 구성은 3실의 네이브(nave)와 1실의 애프스(apse)로 구성되어 있는데, 이때 보다 훨씬 후대인 4세기에 나타난 기독교 바실리카의 초기 형태와 유사하다. 둥근 천장들은 신피타고라스 학파의 교의와 믿음들을 상징하는 흰색 치장 벽토(stucco) 장식들로 장식되어 있는데, 그 정확한 의미는 아직 논쟁 중인 사항이다.

## 같이 보기
- 관념론
- 오르페우스 신비 가르침
- 피타고라스
- 피타고라스 학파
- 플라톤
- 플라톤주의
- 신플라톤주의

## 참고 문헌
- 본 문서에는 현재 퍼블릭 도메인에 속한 브리태니커 백과사전 제11판의 내용을 기초로 작성된 내용이 포함되어 있습니다.
- Pythagoras and the Pythagoreans: a brief history By Charles H. Kahn Publisher: Hackett Pub Co ISBN 0-87220-575-4 ISBN 978-0-87220-575-8